# 敦得格道尔吉·额尔登巴特
敦得格道尔吉·额尔登巴特（羅馬化：Dondogdorjiin Erdenebat；1959年—）生于色楞格省宗哈拉，蒙古国政治人物。

## 生平
1967年至1977年，额尔登巴特在色楞格省宗哈拉十年制中学学习。1983年毕业于苏联伊尔库茨克理工学院汽车工程师专业。1999年到2000年、2008年到2009年，任首都巴嘎诺尔区区长。2009年，任民主党总书记。2012年当选为国家大呼拉尔委员。2012年至2014年担任国家大呼拉尔民主党团主席。2014年至2016年担任赛汗比勒格内阁成员、工业部部长。2016年曾参加民主党主席选举，但未当选。

## 家庭
家庭人口4人，同妻子和2个孩子一起生活。